# آلبرشت فون گرفه
فردریش ویلهلم ارنست آلبرشت فون گِـرِفه (آلمانی: Friedrich Wilhelm Ernst Albrecht von Gräfe؛ ‏ ۲۲ مهٔ ۱۸۲۸ – ۲۰ ژوئیهٔ ۱۸۷۰) که قسمت پایانی نام‌خانوادگی‌اش را در کشورهای انگلیسی‌زبان به‌صورت «Graefe» هم نوشته می‌شود، چشم‌پزشک نامدار و پیشگام اهل آلمان بود. وی فرزند جراح آلمانی کارل فردیناند فون گِـرِفه (۱۷۸۷–۱۸۴۰) و پدر سیاستمدار راست تندرو آلبرشت فون گِـرِفه (۱۸۶۸–۱۹۳۳) است.
فون گِـرِفه ابتدا در دانشگاه هومبولت برلین، فلسفه، منطق، علوم طبیعی و کالبدشناسی خواند و در اینجا استادانی چون هاینریش ویلهلم دووه، هاینریش روسه، یوهانس پتر مولر و فردریش اشلم بود. وی سپس ادامه تحصیل داد و در سال ۱۸۴۷ مدرک دکترای پزشکی خود را گرفت. پس از آن تحصیلات تکمیلی خود را در پراگ، پاریس، وین و لندن و با علاقه و تمرکز بیشتر بر چشم‌پزشکی پی گرفت و از سال ۱۸۵۰ به‌عنوان چشم‌پزشک در یک مطب خصوصی مشغول به کار شد. در سال ۱۸۵۸ او دانشیار چشم‌پزشکی در شاریته در برلین شد و در سال ۱۸۶۶ به عنوان استادتمام منصوب شد. او همچنین از سال ۱۸۷۰ عضو فرهنگستان علوم پادشاهی سوئد شد. فون گِـرِفه در ۲۰ ژوئیه ۱۸۷۰ بر اثر ابتلا به سل درگذشت.
فون گِـرِفه کمک‌های زیادی به علم چشم‌پزشکی کرد و یکی از مهم‌ترین چهره‌های چشم‌پزشکی قرن ۱۹ محسوب می‌شود. از جمله دستاوردهای او ابداع روشی برای درمان آب‌سیاه و ارائهٔ یک جراحی جدید برای آب‌مروارید بود.
برای درمان آب‌سیاه او روش رنگینه‌برداری (برش و برداشتن عنبیه) را به‌کار گرفت. وی همچنین تأخیر در حرکت پلک چشم را بیماری گریوز شناسایی کرد و ترکیب رتینیت پیگمنتوزا و ناشناوایی ادراکی را در نشانگان آشر توصیف کرد. او نخستین توضیح علمی را دربارهٔ التهاب عصب بینایی (۱۸۶۰)، افتالموپلژی خارجی پیشرونده مزمن (۱۸۶۸) و ورم عصب و دیسک بینایی در بیماران مبتلا به تومور مغزی گزارش و منتشر کرد. وی همچنین یک چاقوی مخصوص برای عمل جراحی کاتاراکت اختراع کرد که بدان «چاقوی فون گِـرِفه» می‌گفتند. نشانه فون گرفه نیز نامش را از او می‌گیرد.